# معاملة المثليين في إستونيا
قد يواجه الأشخاص من المثليين والمثليات ومزدوجي التوجه الجنسي والمتحولين جنسياً (اختصاراً: LGBT) في إستونيا
تحديات قانونية لا يواجهها غيرهم من المغايرين جنسيا. يعتبر كل من النشاط الجنسي المثلي بين الذكور وبين الإناث قانونيا في إستونيا. منذ 1 يناير 2016، يمكن للشركاء المثليين تسجيل علاقتهم على أنها اتفاق تعايش، مما يمنحهم تقريباً نفس الحماية القانونية المتاحة للأزواج المغايرين، ومع ذلك، لا يستطيع الشركاء المثليون الزواج أو التبني.
تعتبر استونيا، في معظم الحالات، أكثر دول الاتحاد السوفياتي السابق تحررا وتسامحا عندما يتعلق الأمر بحقوق المثليين. ازداد قبول الأشخاص المثليين بشكل كبير منذ أوائل القرن الحادي والعشرين، على الرغم من وجود فجوة كبيرة في السن، حيث يميل الشباب إلى أن يكونوا أكثر تسامحًا وليبراليًا، في حين يميل كبار السن إلى أن يكونوا أكثر محافظة اجتماعيًا.

## قانونية النشاط الجنسي المثلي
تم تشريع النشاط الجنسي المثلي بين الذكور، والذي كان غير قانوني في الاتحاد السوفياتي، في إستونيا في عام 1992. السن القانونية للنشاط الجنسي هي 14 عاما وأصبح متساويا لكل من النشاط الجنسي المغاير والمثلي في عام 2001.

## الاعتراف القانوني بالعلاقات المثلية

### اتفاقيات المساكنة
في مارس 2014، بدأت مجموعة برلمانية العمل على مشروع قانون لتنظيم الوضع القانوني للشركاء المتساكنين. تم تقديم مشروع القانون إلى البرلمان في 17 أبريل 2014. في 22 مايو، تم دعم مشروع القانون من قبل الحكومة. في 19 يونيو 2014، رفض البرلمان اقتراحا بإلغاء مشروع القانون، في تصويت 32 صوتا لصالح ذلك مقابل 45 صوتا ضده (32-45). جرت القراءة الثانية لمشروع القانون في 8 أكتوبر حيث هُزم اقتراح بإجراء استفتاء حول هذه المسألة في تصويت 35 صوتا لصالح ذلك مقابل 42 صوتا ضده (35-42)، وتم رفض اقتراح آخر لإلغاء مشروع القانون في تصويت 41 صوتا لصالحه مقابل 33 صوتا ضده (41-33).
تم التصويت النهائي على مشروع القانون في 9 أكتوبر، حيث تم تمريره في تصويت 40 صوتا لصالحه مقابل 38 صوتا ضده 40-38. وقع عليه الرئيس توماس هندريك إلفيسفي في نفس اليوم ودخل حيز التنفيذ في 1 يناير 2016. كانت الحملة ضد القانون بقيادة المؤسسة المسيحية المحافظة «من أجل الأسرة والتقاليد».
ومع ذلك، لا يزال يتعين تنفيذ بعض الإجراءات التنفيذية اللازمة لدخول القانون حيز التنفيذ. في 26 نوفمبر/تشرين الثاني 2015، وافق البرلمان على أول أعمال تنفيذية فيتصويت 42 صوتا لصالح ذلك مقابل 41 صوتا ضده وامتناع العديد من الأعضاء عن التصويت (42-41)، على الرغم من عدم حدوث أي شيء منذ ذلك الحين. وفي فبراير/شباط 2017، أمرت محكمة تالين الإدارية الحكومة الإستونية بدفع تعويضات مالية بسبب عدم تمرير لقوانين التنفيذ. في سبتمبر/أيلول 2017، انتقدت الرئيسة كيرستي كاليولايد البرلمان بسبب عدم قبوله لقوانين التنفيذ.

## الاعتراف بزواج المثليين المنعقد في الخارج=
أقرت المحكمة أول زواج مثلي في ديسمبر/كانون الأول 2016. تم تجسيل زواج الزوجين، وهما رجلان تزوجا في الأصل في السويد ولكن يعيشان الآن في إستونيا، رسميا في أواخر يناير 2017. في البداية، رفضت محكمة في مقاطعة هاريو تسجيل زواجهم، لكن الزوجين استأنفا القرار. في ديسمبر / كانون الأول، قضت محكمة تالين الدائرية بأن جميع حالات الزواج التي تتم في بلد آخر يجب إدخالها في سجل السكان الإستوني عندما يقيم شخص ما في إستونيا أو يحصل على الجنسية الإستونية.

## التبني وتنظيم الأسرة
قد يقوم شخص واحد مثلي الجنس، مثلية الجنس أو مزدوج التوجه الجنسي بتقديم طلب للتبني ويسمح للشركاء المثليين بالحضانة المؤقتة للأطفال. لا يمكن للشركاء المثليين أن يتبنوا معاً لأن القانون الإستوني ينص على أنه لا يمكن لغير المتزوجين القيام بذلك.
ومع ذلك، وبفضل قانون الشراكة المسجلة، يُسمح لأحد الشريكين بتبني الطفل البيولوجي للشريك الآخر. في شباط/فبراير 2017، سمحت محكمة تالين الإدارية لامرأة مثلية الجنس بتبني أطفال شريكتها. كانت هناك حالات أخرى من تبني الشركاء المثليين للأطفال بنجاح. بالإضافة إلى ذلك، يمكن للشريكات المثليات الوصول إلى التلقيح الاصطناعي.

## الحماية من التمييز

خريطة إستونيا مع علم فخر المثليين

كشرط للقبول في الاتحاد الأوروبي، نقلت إستونيا توجيهاً من الاتحاد الأوروبي إلى قوانينها الخاصة التي تحظر التمييز على أساس التوجه الجنسي في التوظيف اعتباراً من 1 أيار/مايو 2004. كما يحظر قانون المساواة في المعاملة، الذي دخل حيز التنفيذ في 1 يناير/كانون الثاني 2009، التمييز أيضاً على أساس التوجه الجنسي في مجالات أخرى غير التوظيف، مثل الرعاية الصحية والضمان الاجتماعي والتعليم وتوفير السلع والخدمات.
منذ عام 2006، يحظر قانون العقوبات التحريض العلني على الكراهية على أساس التوجه الجنسي.

## الهوية الجنسية والتعبير عنها
ومنذ حزيران/يونيو 2002، سُمح للمتحولين جنسياً في إستونيا بتغيير جنسهم القانوني واسمهم القانوني. بالإضافة إلى ذلك، لا يُطلب منهم الخضوع لجراحة تغيير الجنس أو التعقيم أو بطلاق أزواجهم.

## الخدمة العسكرية
قالب:مفصلى
يسمح للمثليين والمثليات ومزدوجي التوجه الجنسي بالخدمة علانية في الجيش.

## ظروف المعيشة

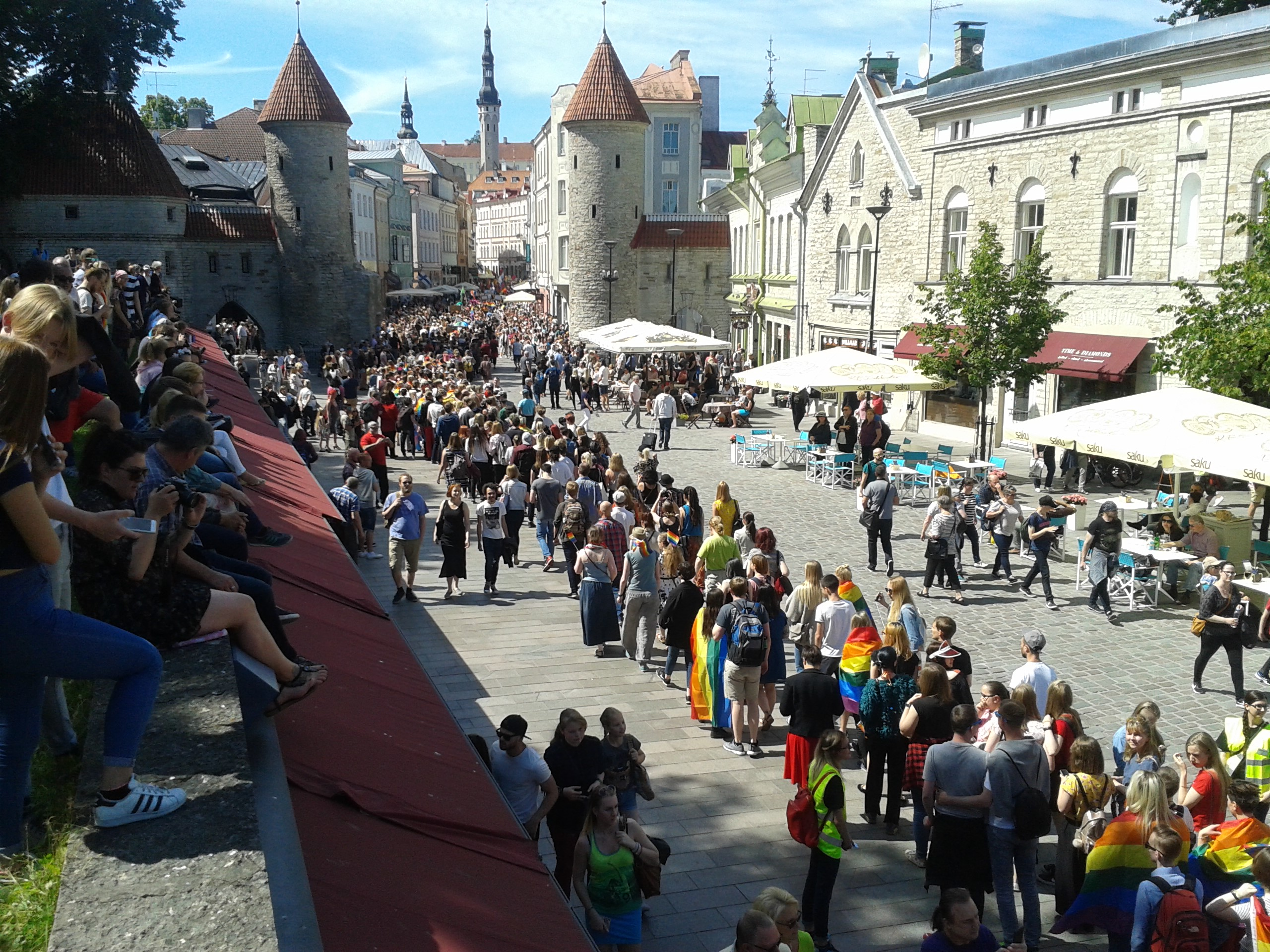
مشاركون في مسيرة فخر تالين في عام 2017

كانت المثلية الجنسية بين الذكور غير قانونية في الاتحاد السوفياتي السابق، بما في ذلك إستونيا، على الرغم من أن الوضع بدا أكثر ليبرالية في إستونيا مما هو عليه في معظم أجزاء البلاد الأخرى. قبل وقت الاحتلال السوفياتي، في الجمهورية الإستونية الأولى (1918-1940) كان النشاط الجنسي المثلي قانونيا في إستونيا. في منتصف ثمانينات القرن العشرين، كان هناك حانة غير رسمية للمثليين في تالين. كان هناك أيضا واحد على الأقل منطقة تجمع للمثليين في كل من تالين وتارتو، على الرغم من أنه خارج هاتين المدينتين، كان حضور مجتمع المثليين غير مرئي للغاية. عقد المؤتمر الأول المخصص للأقليات الجنسية في تالين في عام 1990. تأسست جمعية المثليات الإستونية (بالإستونية: Eesti Lesbiliit)‏ في الوقت نفسه.
وقد تم تنظيم مسيرات الفخر في تالين من عام 2004 إلى عام 2007، عندما تعرض المشاركون للهجوم والضرب من قبل المتظاهرين المناهضين للمثليين.
في يونيو/حزيران 2006، طلب السفير الهولندي لدى إستونيا هانز غلوبيتز نقله إلى القنصلية الهولندية في مونتريال بكندا بعد أن اشتكى من الإساءات اللفظية المتواصلة العرقية والمعادية للمثلية ضد شريكه، راقص أفريقي-كوبي يدعى راؤول غارسيا لاو، من قبل مواطنين في العاصمة تالين. وذكر بيان صادر عن السلطات الإستونية أنهم «ندموا على الحوادث إلى حد كبير».
في الفترة من 6 يونيو إلى 12 يونيو 2011، استضافت استونيا فخر البلطيق، مهرجان لتعزيز قدر أكبر من الدعم والتوعية حول اشخاص من مجتمع المثليين. وكان من بين المتحدثين الرئيسيين في الحدث ريهو راهويا، نائب الأمين العام للسياسة الاجتماعية في وزارة الشؤون الاجتماعية. كريستيان فيسك، كبير الأخصائيين في إدارة المساواة بين الجنسين التابعة للوزارة؛ كاري كيسبر، مديرة مشروع حملة «إثراء التنوع» من المركز الإستوني لحقوق الإنسان؛ هانا كانيلمي من منظمة «الشباب المثليين الاستونية» السفير الأمريكي لدى إستونيا مايكل سي، السفير البريطاني لدى استونيا بيتر كارتر، والمصور البريطاني كلير بي. ديميون الذي عرض «فخور بهويتنا» في مركز سولاريس في تالين في 31 مارس. «فخور بهويتنا» يضم صورًا لأشخاص مثليين ومثليات ومزدوجي التوجه الجنسي والمتحولين جنسياً تم التقاطها في مختلف مسيرات الفخر في جميع أنحاء أوروبا. استضافت تالين الحدث مرة أخرى في 2014 و 2017.
بعد هجمات 2007 العنيفة ضد المثليين، لم تُعقد مسيرة تالين للفخر في العاصمة الإستونية حتى عام 2017. وحضر حوالي 1,800 شخص هذا الحدث في عام 2017. كما حظي موكب الفخر دعم العديد من السفارات الأجنبية، بما في ذلك السفارات الأمريكية والبريطانية والفرنسية والألمانية واللاتفية والليتوانية، من بين العديد من السفارات الأخرى.

## الرأي العام
وفقاً لدراسة استقصائية أجريت في عام 2000، وافق 50% من الرجال الذين شملهم الاستطلاع و 63% من النساء مع عبارة «إن المثلية الجنسية بين البالغين هي شأن خاص بالأشخاص المعنيين لا ينبغي أن يتدخل المسؤولون في القانون بأي حال من الأحوال»؛ وجد 29% من الرجال و 25% من النساء صعوبة في تحديد موقفهم.
أظهر استطلاع يوروباروميتر نشر في ديسمبر 2006 أن 21% من الاستونيين الذين شملهم يؤيدون زواج المثليين و 14% يؤيد حق تبني المثليين للأطفال (كان متوسط الاتحاد الأوروبي: 44٪ و 33٪ على التوالي).
ووفقًا لمسح أجرته مؤسسة يوروباروميتر عام 2008، فإن 13% فقط من الاستونيين اعترفوا بأن لديهم أصدقاء من مجتمع المثليين، مقارنة بمعدل 34% في الاتحاد الأوروبي. ومع ذلك، احتلت الاستونيين أعلى من المعدل الأوروبي في الاستعداد لمنح فرص متساوية للأقليات الجنسية.
أظهر استطلاع أجري في يونيو 2009 أن 32% من الإستونيين يعتقدون أن الشركاء المثليين يجب أن يتمتعوا بنفس الحقوق القانونية التي يتمتع بها الأزواج المغايرون. كان الدعم 40% بين الشباب، ولكن كان 6% فقط بين كبار السن.
وقد أظهر استطلاع للرأي أجري في سبتمبر 2012 أن 34% من الاستونيين يؤيدون زواج المثليين و 46% يؤيدون الشراكات المسجلة (على النقيض من 60% و 45% من المعترضين على التوالي). وجد الاستطلاع انقساما عرقيا: في حين أن 51% من الإثنية الإستونية دعمت الشراكات المسجلة، 21%؛ فقط من العرقية الروسية وافقوا على نفس الرأي.
أظهر الاستطلاع نفسه الذي أجري في 2014 خلال النقاش البرلماني حول الشراكة المسجلة أن الدعم انخفض بشكل ملحوظ حيث أن 29% فقط و 40% من المستجيبين يدعمون زواج المثليين وتشريعات الشراكة المسجلة على التوالي، وقد ارتفع مستوى المعارضة في كلا القضيتين 64% و 54%.
أظهر استطلاع يوروباروميتر لعام 2015 أن 44% من الإستونيين يدعمون تمتع الأفراد من مجتمع المثليين بنفس الحقوق المتساوية مع المغايرين جنسياً، بينما عارض 45% منهم. يعتقد 40% من الإستونيين أنه لا يوجد خطأ في العلاقات المثلية وبينما اختلف 49% منهم في ذلك، في حين أن 31% من الاستونيين يؤيدون زواج المثليين و 58% ضده.
أظهر استطلاع أجري في الفترة من 28 مارس 2017 إلى 10 أبريل 2017 أنه في حين أن دعم تشريع الشراكة المسجلة من نفس الجنس لم يتغير خلال ثلاث سنوات (45% مقابل 46%)، فإن تأييد زواج المثليين قد ارتفع إلى 39% مقابل 52% ضده (في حين كان 60% ضده في عام 2012 و 64% ضده في عام 2014). كما وجدت أن قبول المثلية الجنسية قد ارتفع من 34% في عام 2012 إلى 41% في عام 2017، مع نسبة 52% ضد ذلك. وفي الوقت نفسه، ظل دعم حقوق التبني المشتركة دون تغيير حيث عارض 66% مثل هذه التشريعات.

## ملخص
| قانونية النشاط الجنسي المثلي                                                             | (منذ عام 1992)                                             |
| المساواة في السن القانوني للنشاط الجنسي                                                  | (منذ عام 2001)                                             |
| قوانين مكافحة التمييز في التوظيف                                                         | (منذ عام 2004)                                             |
| قوانين مكافحة التمييز في توفير السلع والخدمات                                            | (منذ عام 2009)                                             |
| قوانين مكافحة التمييز في جميع المجالات الأخرى (تتضمن التمييز غير المباشر، خطاب الكراهية) | (منذ عام 2008)                                             |
| زواج المثليين                                                                            | / (الاعتراف بزواج المثليين المنعقد في الخارج منذ عام 2016) |
| الاعتراف القانوني بالعلاقات المثلية                                                      | (منذ عام 2016)                                             |
| السماح للشخص العازب بالتبني بغض النظر عن توجهه الجنسي                                    | Yes                                                        |
| تبني أحد الشريكين للطفل البيولوجي للشريك الآخر                                           | (منذ عام 2016)                                             |
| التبني المشترك للأزواج المثليين                                                          | No                                                         |
| يسمح للمثليين والمثليات الخدمة علناً في القوات المسلحة                                    | Yes                                                        |
| الحق بتغيير الجنس القانوني                                                               | (منذ عام 2002)                                             |
| علاج التحويل محظور على القاصرين                                                          | No                                                         |
| الحصول على أطفال أنابيب للمثليات                                                         | Yes                                                        |
| الأمومة التلقائية للطفل بعد الولادة                                                      | No                                                         |
| تأجير الأرحام التجاري للأزواج المثليين من الذكور                                         | (محظورا لجميع الأزواج بغض النظر عن التوجه الجنسي)          |
| السماح للرجال الذين مارسوا الجنس الشرجي بالتبرع بالدم                                    | No                                                         |